# 马拉松王子
《马拉松王子》是厦门广播电视产业有限公司、厦门音像出版有限公司制作的52集中国动画片，拍摄于2008年。该动画以以厦门国际马拉松赛为背景，以马拉松为主题，展现厦门的景象，体现年轻人不畏艰险的精神。但该片出现了许多日本动画(如海贼王、火影忍者、龙珠）中的人物而引发争议。